# Рак Валерій Григорович
Вале́рій Григо́рович Ра́к (* 1974) — військовик Збройних сил України; учасник російсько-української війни. Призер Ігор нескорених-2017.

## З життєпису
Родом із села Велика Севастянівка на Черкащині. Виростав неподалік військового аеродрому та мріяв бути військовиком — десантником або ж льотчиком. У льотчики не пішов — перед закінченням школи перехворів на хворобу Боткіна. Вступив до авіаційного коледжу в Запоріжжі — вчитися збирати авіаційні двигуни. Під час навчання відслужив у війську, згодом довчився, здобув диплом. Пішов служити в міліцію; після того — знову армія, три роки за контрактом. По тому працював в Умані на консервному заводі, меблевій фабриці, згодом — в Росії, солив рибу. Повернувся в Київ; земляки допомогли з роботою. Навчився ставити кондиціонери, працював таксистом, кур'єром на фірмі з продажу побутової техніки.
Виходив на підприємницький і мовний Майдани. У часі Революції Гідності записався у 4-ту козацьку сотню. 18 лютого 2014 року був на роботі, прийшов на Майдан — якраз коли спалили БТР. Коли добрався, сотник повідомив: потрібні добровольці на Інститутську. Після того вирушив на фронт.
У часі війни — доброволець 5-го окремого батальйону Добровольчої української армії. Під час розвідувальної операції на сході України натрапили з побратимами на розтяжку. Зазнав тяжких осколкових поранень голови і тіла під Авдіївкою. Про ігри нескорених дізнався, перебуваючи в лікарняній палаті.
2017 року брав участь в Іграх нескорених — стрільба з лука, срібна медаль у командному заліку.

## Нагороди
- Орден «За заслуги» III ступеня[3]